# Bounce (album de Bon Jovi)
Pour les articles homonymes, voir Bounce.
Albums de Bon Jovi
Tokyo Road: Best of Bon Jovi
(2001) This Left Feels Right
(2003)
Singles
1. Everyday
Sortie : 17 août 2002
2. Misunderstood
Sortie : 30 novembre 2002
3. All About Lovin' You
Sortie : 2 mai 2003
4. Bounce
Sortie : 15 juin 2003
5. The Distance
Sortie : 26 septembre 2003

Bounce est le 8e album de Bon Jovi sorti le 8 octobre 2002.

## Titres
| No  | Titre                 | Auteur                             | Durée |
| --- | --------------------- | ---------------------------------- | ----- |
| 1.  | Undivided             | Bon Jovi, Sambora, Falcon          | 3:53  |
| 2.  | Everyday              | Bon Jovi, Sambora, Carlsson        | 3:00  |
| 3.  | The Distance          | Bon Jovi, Sambora, Child           | 4:48  |
| 4.  | Joey                  | Bon Jovi, Sambora                  | 4:54  |
| 5.  | Misunderstood         | Bon Jovi, Sambora, Carlsson, Child | 3:30  |
| 6.  | All About Lovin' You  | Bon Jovi, Sambora, Carlsson, Child | 3:46  |
| 7.  | Hook Me Up            | Bon Jovi, Sambora, Carlsson, Child | 3:54  |
| 8.  | Right Side of Wrong   | Bon Jovi                           | 5:50  |
| 9.  | Love Me Back to Life  | Bon Jovi, Sambora                  | 4:09  |
| 10. | You Had Me from Hello | Bon Jovi, Sambora, Carlsson        | 3:49  |
| 11. | Bounce                | Bon Jovi, Sambora, Falcon          | 3:11  |
| 12. | Open All Night        | Bon Jovi, Sambora                  | 4:22  |

## Face B
1. Lucky
2. No Regrets
3. Postcards From The Wasteland
4. Another Reason To Believe
5. We Can Dance
6. Standing
7. Breathe
8. Everyday (version acoustique)
9. Undivided (démo)
10. Joey (démo)

## Formation
- Jon Bon Jovi - chants
- Richie Sambora - guitares
- Tico Torres - batterie, percussions
- David Bryan - claviers, chœurs

avec
- Hugh McDonald - basse, chœurs